# Joseph Carl Huber
Joseph Carl Huber, auch J. C. Huber, (* 7. September 1871 in Dießen am Amersee; † 7. März 1948) war ein deutscher Verleger.

## Leben
Huber eröffnete am 12. Dezember 1890 eine kleine Buchdruckerei in Dießen am Ammersee. Einige Jahre später konnte er eine zusätzliche Buchdruckerei angliedern und anschließend das Unternehmen unter wechselnden Namen (Druckerei J.C. Huber & Sohn, Graphische Kunstanstalt Jos. C. Huber K.G.) immer weiter ausbauen. Zum Zeitpunkt des 75. Firmenjubiläums im Dezember 1965 zählten dem Spiegel zufolge „namhafte Verlage und weltbekannte Industrieunternehmen zu den Geschäftspartnern der Firma“.
In den 1920er und 1930er Jahren gehörte die Hubersche Druckerei zu den wichtigsten Partnern der nationalsozialistischen Presse, deren Erzeugnisse sie druckte: Bereits 1920 bot die Firma der Deutschen Arbeiterpartei, der Vorgängerin der NSDAP, in Erwartung weiterer Aufträge 5000 Flugblätter als Geschenk an.
In den folgenden Jahren druckte Hubers Firma zahlreiche Bücher, Broschüren, Flugblätter und Ähnliches im Auftrag der NSDAP. Am 13. Februar 1932 wurde die damalige Druckerei und Verlagsanstalt deswegen, zeitgleich mit dem Braunen Haus, dem Parteihauptquartier der NSDAP, von der Polizei durchsucht.
Huber gehörte der 1925 neugegründeten NSDAP mit der Mitgliedsnummer 417 an. Zum 1. Januar 1931 trat er der Partei erneut bei (Mitgliedsnummer 407.574).
1934 führte Huber vor dem Oberlandesgericht Augsburg einen Prozess gegen Max Amann, den Besitzer des Franz Eher Verlages in München, bei dem es unter anderem um die Frage ging, ob Huber seinen Verlag als den „ältesten nationalsozialistischen Verlag“ bezeichnen dürfe. Vertreten wurde Huber in diesem Prozess von dem Rechtsanwalt und ehemaligen bayerischen Landtagsabgeordneten Alexander Glaser. Der Prokurist des Eher-Verlages erklärte während des Prozesses unter anderem: „Die Firma Huber und sein [sic!] Inhaber gehören vernichtet. Wir kämpfen nicht bürgerlich.“
Wenige Wochen später erfuhr Huber, dass sein Anwalt Glaser und sein Freund Bernhard Stempfle im Zuge der Röhm-Affäre erschossen worden waren und dass die SS auf der Suche nach ihm sei, woraufhin er nach Augsburg und dann Berlin floh.
Er wurde, nachdem er sich mehrere Wochen versteckt gehalten hatte, am 18. August 1934, mehrere Wochen nach dem Ende der Säuberungsaktion, in Woltersdorf bei Erkner, wo er von dem Rechtsanwalt Hermann Voß verborgen gehalten wurde, aufgespürt und verhaftet. Seine Inhaftierung wurde als Schutzhaft deklariert und damit begründet, dass er im Verdacht der Gefährdung der Staatssicherheit stünde, weil Privatbriefen aus der Zeit nach dem 30. Juni 1934 entdeckt worden waren, in denen er die im Zuge der Säuberungsaktion vollzogenen Maßnahmen als „gesetzlose Handlungen“ und die Ausführenden als „gesetzlose Mörder“ bezeichnet hatte. Weiter wurden ihm landesverräterische Greuelhetze und mögliche separatische Betätigung aufgrund von Beziehungen zu dem Separatisten Dorten in den 1920er Jahren zur Last gelegt. In der Folgezeit war er im Staatskrankenhaus der Polizei in Berlin untergebracht.
Bereits am 11. Juli 1934 wurde Hubers Vermögen von der Bayerischen Politischen Polizei beschlagnahmt und seine Firma von einem Sequester liquidiert. In der deutschen Exilpublizistik kursierte in den folgenden Jahren außerdem die unzutreffende Annahme, Huber wäre wie Glaser und Stempfle während der Röhm-Affäre erschossen worden.